# Max Porzig (Journalist)
Heinrich Max Porzig (* 30. März 1879 in Döbeln (Sachsen); † 16. November 1948 in Singen (Hohentwiel)) war ein deutscher Journalist und Schriftsteller.

## Leben
Max Porzig war der Sohn des Schlossers Bruno Porzig und seiner Frau Marie, geb. Kunath. Schon mit 12 Jahren Vollwaise, wurde er in ein Waisenhaus aufgenommen. Nach einer Lehre als Schriftsetzer und Jahren der Wanderschaft war er von 1920 bis 1932 als Lokalredakteur der SPD-Zeitung Volkswille in Singen tätig, wo er als Arbeiterdichter bekannt war. Nach der Einstellung der Zeitung infolge der Machtübernahme durch die Nationalsozialisten 1933 schlug er sich als Hilfsschreiber und Sparkassenangestellter durch. Bei der Verhaftungsaktion nach dem Hitler-Attentat im Juli 1944 wurde er ins Konzentrationslager Natzweiler eingeliefert und von dort ins Konzentrationslager Dachau überführt. An den Spätfolgen einer durch die Haft verschlimmerten Magenkrankheit starb er 1948 in Singen.
Porzig war unter anderen mit den Schriftstellern Martin Andersen Nexø, Ludwig Finckh und Traugott von Stackelberg befreundet; von Finckh distanzierte er sich aber wegen dessen NSDAP-Mitgliedschaft.

## Werke
Das schmale Gesamtwerk von Max Porzig ist in seinen Prosa-Teilen zu großen Teilen autobiografisch geprägt. Darüber hinaus verfasste er eine Reihe von Gedichten sowie ein Theaterstück über den Fall Daubmann unter dem Titel »Der falsche Sohn«, das 1932 vom Stadttheater Konstanz aufgeführt wurde.
- Höhen und Tiefen; Erlebtes, Erlauschtes, Erdachtes. Oberbadische Druckerei und Verlagsanstalt, Singen 1932.
- Der falsche Sohn. Der Fall Hummel-Daubmann. Ein dramatisches Zeitgeschehen in sieben Bildern. Singen 1932.
- Schulung: Ein Tatsachenbericht aus den Konzentrationslagern Natzweiler – Dachau – Alach. Oberbadische Druckerei und Verlagsanstalt, Singen 1945.
- Von damals und heute, Geschichten von kleinen Leuten. 1948 (Druckfahnen mit Korrekturen im Nachlass)
- Hohentwiel-Gedichte, in Singen Jahrbuch 1981, S. 107–110
- Wort-Welten in der Arbeiterprovinz, Schriftenreihe des Arbeitskreises Regionalgeschichte Bodensee 13, Stadler, Konstanz 1998, ISBN 3-7977-0399-6.

## Ehrungen
Nach Max Porzig ist eine Straße in Singen benannt.